# Ельмут
Ельмут — железнодорожная станция Ростовского региона Северо-Кавказской железной дороги, находящаяся в хуторе Гундоровский Орловского района Ростовской области.

## История и деятельность станции
Станция Ельмут расположена на двухпутной электрифицированной переменным током (27,5 кВ) железнодорожной линии Волгоград-1  — Сальск. Станция входит в структуру  Ростовского региона Северо-Кавказской железной дороги ОАО Российские железные дороги.
Через станцию Ельмут проходят грузовые поезда в направлениях Сальск — Котельниково и обратно.

## Пассажирское сообщение
Станция Ельмут имеет пригородное сообщение со станциями Ростов-Главный, Сальск, Волгодонская и Куберле, а также с промежуточными станциями данных направлений.
Пассажирские поезда дальнего следования по станции Ельмут стоянок не имеют.